# OpenWiki
OpenWiki är en wikiprogramvara skriven i ASP och kan laddas ned fritt. OpenWiki har finesser som XML-output + XSL, RSS-support, bilagor mm.